# Lawrence Kaplow
Lawrence Kaplow (23 maggio 1962) è un produttore televisivo e sceneggiatore statunitense.

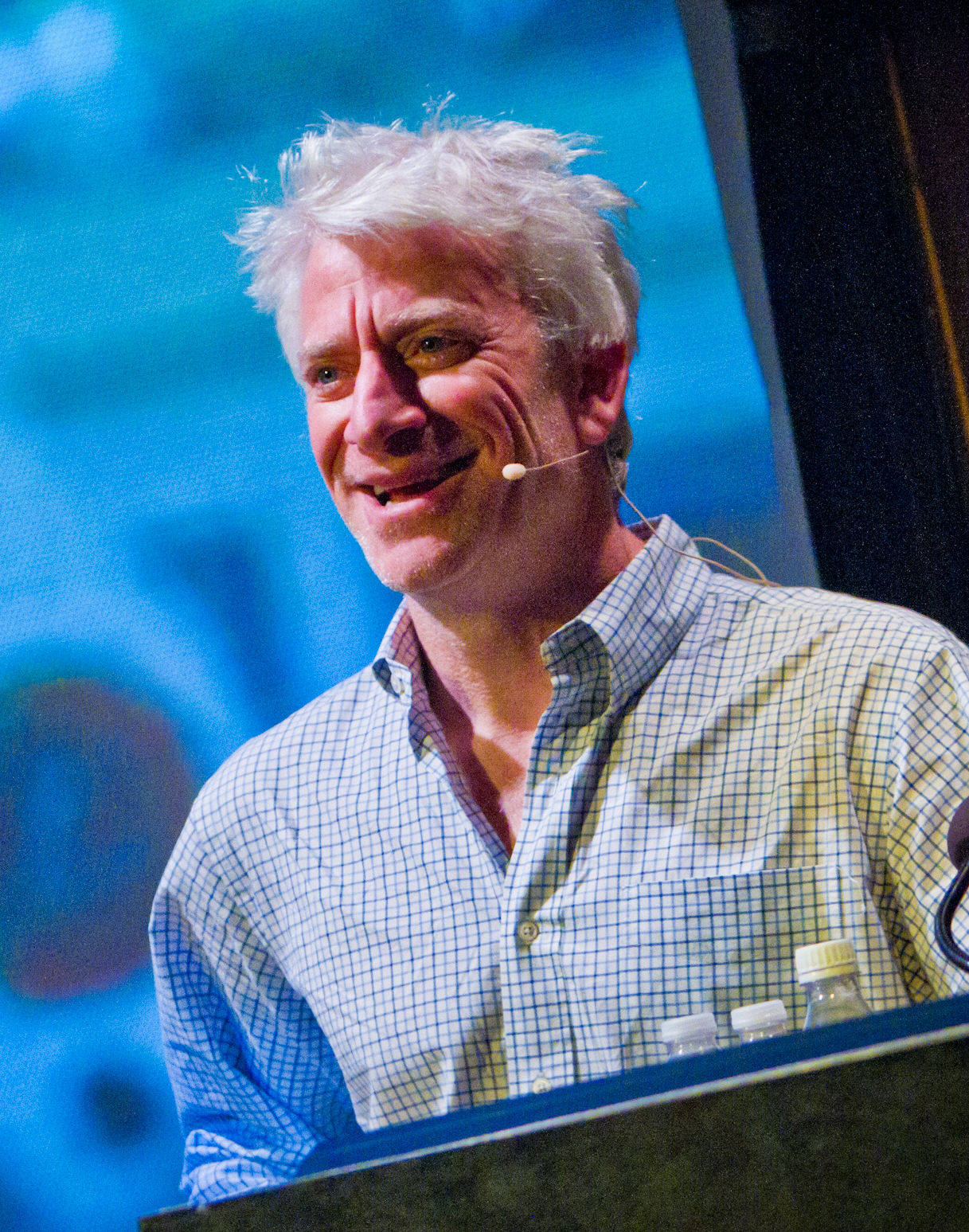
Kaplow a Vancouver

Fra i suoi lavori più noti si possono citare la serie televisiva statunitense Dr. House - Medical Division.

## Premi

### Emmy
- Nel 2007 una nomination come produttore esecutivo di Dr. House - Medical Division
- Nel 2006 una nomination come produttore esecutivo di Dr. House - Medical Division

### Writers Guild of America, USA
- Nel 2006 ha vinto un Writers Guild of America come scrittore dell'episodio Il coraggio di morire   serie Dr. House - Medical Division.

## Filmografia

### Sceneggiatore
- In tribunale con Lynn (4 episodi, 2001-2002)
- Dr. House - Medical Division (16 episodi, 2004-2009)

### Produttore
- Dr. House - Medical Division (81 episodi come produttore, co-produttore esecutivo o co-produttore, 2005-2009 - 12 episodi come story editor, 2004-2005)